# Wz. 1937觀察員機槍
Wz. 1937觀察員機槍（英語：Karabin maszynowy obserwatora wz.1937；karabin maszynowy obserwatora意為「觀察員機槍」）是一款由波兰兵工廠波蘭國家步槍工廠以白朗寧Wz. 1928自動步槍為藍本改進及生產的航空機槍，亦是白朗寧M1918波蘭版本的航空機槍型。其為第二次世界大战初期，波蘭一部份軍用機型所搭載的活動式航空機槍。發射7.92×57毫米毛瑟口徑步枪子彈。

## 歷史與改進
1930年代中期，波蘭輕兵器設計師Wawrzyniec Lewandowski受命，研發一款基於白朗寧Wz. 1928的活動式航空機槍。所需作出的改進包括將循環射速提高到1,100發／分鐘，拆卸原來設於機匣後部的槍托並且裝上鏟型握把，將主彈簧轉移動到槍管以下，以及最重要的是，更換供彈系統。該槍的原來的20發可拆卸式直彈匣對於該槍的高射速而言可是不切實際的事。
他倆在研發當中所發現的解決方案是新型供彈機構，將其製成套件並且裝設於標準機匣以上。這款供彈機構包含一根由彈簧所支撐的槓桿，當閉鎖的過程中由凸輪所鎖定時，將從位於機匣以上的91發平盤彈匣中取出下一發子彈，並且使得子彈在開鎖期間強制對齊以便供彈。
這款武器可說是世界上唯一一款以白朗寧自動步槍、或是白朗寧M1918為藍本所研發出來的專用活動式航空機槍。由於它的重量比以前的維克斯E型和F型中型機槍要輕便40％，而且結構緊湊，wz. 37又被稱為“小狗”（波蘭語：Szczeniak）。
1939年9月，339挺wz. 37搭載在波蘭PZL.37「駝鹿」中型轟炸機和LWS-3「梅瓦」侦察机以上使用。這款機槍亦曾安裝在PZL.46「歐洲巨鯰」原型輕型轟炸侦察机以上。

## 結構說明
Wz. 1937觀察員機槍是一款自動武器；採用長行程活塞氣動式操作原理，通過槍管側部的氣導孔收集高壓燃氣。該槍亦以偏移式槍栓閉鎖，採用了開膛待擊機構。供彈具為91發容量的平盤彈匣。重型槍管不可快速更換。使用的瞄準具為FK wz. 38航空型機械瞄具。

## 使用國
- 德意志國：1939年繳獲。
- 波蘭：波蘭軍隊、反抗組織（英语：Polish resistance movement in World War II）。
- 羅馬尼亞
- 苏联：1939年繳獲。

## 外部連結
- （简体中文）—D boy Gun World（槍炮世界）—B.A.R.——wz.1928轻机枪 （页面存档备份，存于）